# Olimpski bogovi
Olimpski bogovi (ili Olimpljani) su 12 glavnih starogrčkih božanstava. Oni su stanovnici planine Olimp.

## Karakteristike
Olimpljani prema grčkoj mitologiji, žive u lijepim palačama na najvišoj grčkoj planini, Olimpu. Bogova ima 12: Zeus i Hera, Ares i Afrodita, Posejdon i Demetra, Apolon i Artemida, Hermes i Atena, Hefest i Hestija. Bogovi su stvarali svoje zakone, jeli ambroziju, pili nektar, a Apolon im je svirao, dok su Muze plesale. Zeus, Hera, Posejdon i Demetra, te Hestija, su braća i sestre, djeca Titana. Ostali Olimpljani su Zeusova djeca - Ares i Hefest zakonita, Atenu je Zeus rodio sam, a ostala su izvanbračna. Svi su bogovi lijepi, osim ružnog i hromog Hefesta, najljepši je bog Apolon, a božica Afrodita. Bogovi imaju moć preobraziti se u što god žele te ponekad silaze na Zemlju. Žive na najvišim vrhovima Olimpa, a u Zeusovu čast, jedan od olimpskih vrhova nazvan je "Zeusovo prijestolje". Ponekad se Olimpljanima uključuje još jedan bog, primjerice Had, Dioniz, Heba itd.

## Olimpljani

#### Zeus i Hera
Zeus je vrhovni gospodar ljudi i bogova, glavni olimpski bog. Njegova žena Hera također mu je i sestra. Ona je božica braka i rođenja. Vrlo je ljubomorna na Zeusove ljubavnice. Također, kraljica je neba, a Zeus je gospodar neba, mora, podzemlja i Zemlje, iako je vlast podijelio drugim bogovima.

#### Ares i Afrodita
Ares je bog rata, sin Zeusa i Here. On mrzi Atenu i svoje roditelje, ali zato je redoviti Afroditin ljubavnik. S njom je imao nekoliko djece; neka su naslijedila dobre Afroditine osobine, a neka zle Aresove. Afrodita je nastala iz kastriranih spolnih organa primordijalnog Neba - Urana. Ona je najljepša božica, uz Apolona.

#### Posejdon i Demetra
Posejdon je bog mora, konja, bikova i potresa. On je vrlo moćan, zaštitnik ribara. Ima čarobni trozubac, a uz olimpsku palaču posjeduje i morsku. Demetra je božica Zemlje, poljoprivrede i plodnosti, te je ljude poučila kulturi. Ona je zaslužna za smjenu godišnjih doba. Personifikacija je biljne sile koja obnavlja ratarske usjeve.

#### Apolon i Artemida
Ta dva božanstva osvjetljavaju svemir. To su blizanci, djeca Zeusa i Lete, a rođeni su na otoku Delosu. Apolon je personifikacija Sunca, a povezan je s Helijem, a Artemida je božica Mjeseca, povezana sa Selenom.

#### Hermes i Atena
Hermes je sin Zeusa i nimfe Maje. On je glasnik bogova, vrlo brz, jedan od Afroditinih ljubavnika. Atena je vrlo štovana. Božica je rata i mudrosti. Moćnija je i od Aresa. Hefest ju je pokušao silovati, ali nije uspio. Atena je rođena iz glave Zeusa, a pri porođaju je pomogao Hefest.

#### Hefest i Hestija
Hefest je bog vatre i kovača. Vrlo je ružan, pa ga je majka Hera bacila na Zemlju čim se rodio, a pao je na otok Lemnos. Prisilno mu je za ženu dana Afrodita, ali ona ga je varala. Hefest je hrom. Hestija je bila isprva božica vatre i ognjišta, ali je svetu vatru dala Hefestu, a njezino je mjesto zauzeo Dioniz, bog vina.

## Galerija
- Zeus
- Hera
- Posejdon
- Demetra
- Ares
- Hermes
- Hefest
- Afrodita
- Atena
- Apolon
- Artemida
- Hestija